# Тис остроконечный
Тис остроконе́чный (лат. Taxus cuspidáta) —  вид растений рода Тис (Taxus) семейства Тисовые (Taxaceae), распространённое на Дальнем Востоке России, в Японии и Китае.

## Ботаническое описание

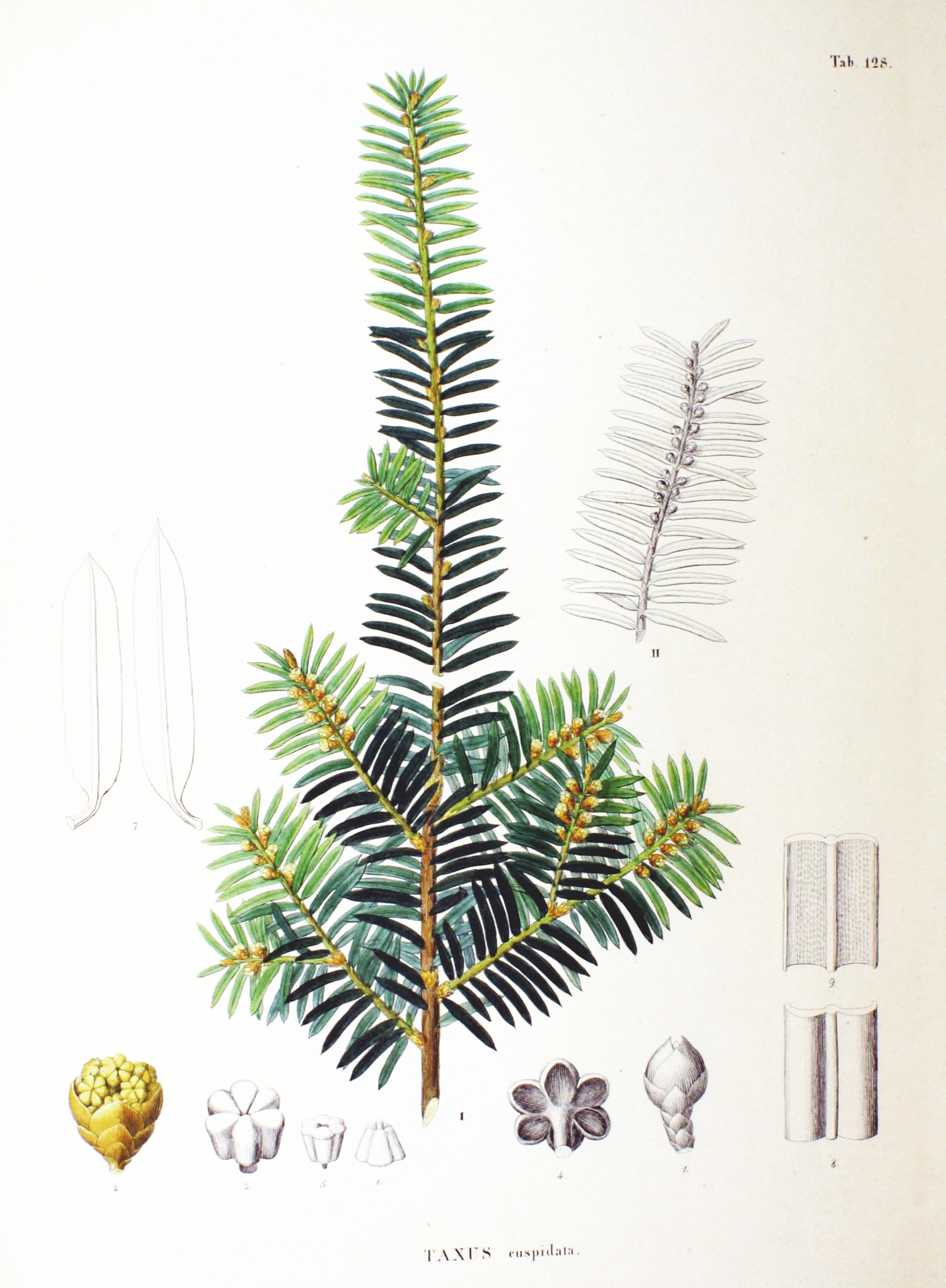
Ботаническая иллюстрация Филиппа Франца из книги Flora Japonica (Sectio Prima) (1870)

Двудомное (редко однодомное), вечнозелёное, ветроопыляемое дерево высотой до 20 м. Крупные экземпляры редки, наиболее обычно дерево до 6 м высотой и 30 см в диаметре. Иногда принимает форму стелющегося кустарника с несколькими стволиками. Крона обычно неправильной овальной формы с горизонтальными или поникающими ветвями. Ствол до 1 м в диаметре, с красновато-серой корой .
Корневая система неглубокая, но мощная, без заметно выраженного стержневого корня. Даёт корневые отпрыски . 
Хвоя мягкая, серповидная, с шипиком на верхушке, плоская, сверху тёмно-зелёная, снизу более светлая. Хвоинки 2,3—2,5 см длиной и 2,5—3,0 мм шириной .
Микроспорофиллы шаровидной формы с 2—8 спорангиями, в виде сидячих «колосков», расположенных в пазухах листьев на концах прошлогодних побегов. Мегаспорофиллы крайне редуцированы, состоят из одиночных
семяпочек, находящихся на верхушках коротких пазушных побегов.

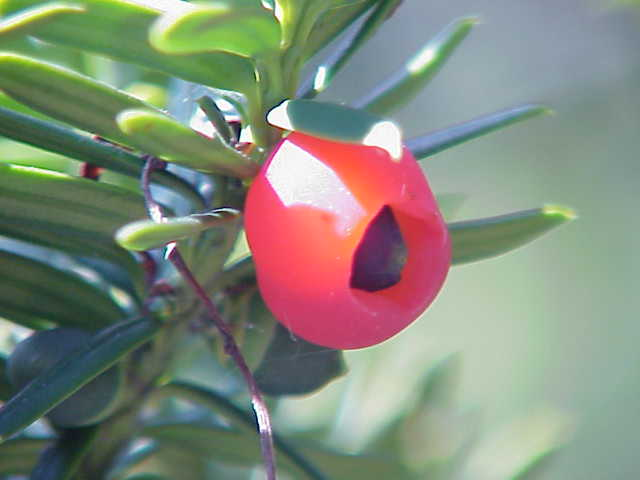
Семя Тиса остроконечного с присемянником

Семена яйцевидные или овально-эллиптические, сплюснутые, в длину от 5 до 6,5 мм, в ширину 4-4,5 мм, созревают в сентябре. Они коричневого цвета, окружены мясистым ярко-красным присемянником, сладковатым на вкус и не ядовитым, в отличие от листьев. Верхняя часть присемянника открыта, и из неё торчит заострённый кончик семени. Обильные урожаи случаются 1 раз в 5—7 лет.

## Распространение
Ареал тиса остроконечного весьма широк и охватывает Японию, Корею, Северо-Восточный Китай, Дальний Восток России — Приморье, Хабаровский край, Сахалин и Курильские острова.  
Вместе с тем, вид встречается относительно редко, так как растёт единично или небольшими группами в хвойно-широколиственных лесах, чаще всего в зоне контакта кедровников с ельниками. Поднимается в горы до высоты 800—900 м над уровнем моря. 
Наличие тиса всегда указывает на достаточно высокую и устойчивую влажность воздуха в вегетационный период. 
На Курилах растёт в зарослях бамбука в виде деревьев или кустарниковых форм, доходит до острова Кетой. Самая большая популяция в России — на острове Петрова в Лазовском заповеднике.

## Экология
Требователен к плодородию и влажности почвы, но на переувлажнённых почвах страдает от внутренних гнилей. Лучшие почвы для тиса остроконечного — рыхлые, перегнойные и хорошо дренированные. Не выносит тяжёлых глинистых и кислых почв. Требователен к влажности воздуха. Устойчив к низким температурам, на севере ареала выдерживает морозы до 40 и более градусов. Самая теневыносливая из всех дальневосточных древесных пород. Пни срубленных деревьев образуют поросль, но обычно слабую, не обеспечивающую возобновления. Возобновляется семенами и частично корневой порослью. В культурах разводится семенами. 
Тис — одна из наиболее медленно растущих древесных пород Дальнего Востока, к 200 годам достигает 12 м высота при диаметре около 40 см. Возраст наиболее крупных экземпляров точно определить не удается из-за гнили и дуплистости; по видимому, тис доживает до 800—1000, есть указания, что до 1500 и даже 3000 лет. Был подсчитан возраст одной из уцелевших ветвей сгоревшего тиса, при диаметре в 18 см она имела возраст 320 лет. 
По данным Любови Васильевой и Леонида Любарского древесина поражается трутовиком серно-жёлтым (Laetiporus sulphureus). 
Занесён в Красную книгу Приморского края.
Занесён в Красную книгу Сахалинской области, статус R (3) — редкий вид. 

## Значение и применение
Древесина имеет красно-бурое ядро и жёлтую заболонь, хорошо полируется и имеет большую ценность для изготовления мебели и различных столярных изделий. Мясистый ярко-красный присемянник, который иногда ошибочно называют ягодой, съедобен, имеет сладковатый вкус, однако само семя ядовито и косточки нужно выплёвывать.
Тис хорошо переносит стрижку и является ценной породой для озеленения в пунктах с высокой устойчивой влажностью воздуха. Однако в озеленении с успехом пользовался только на Сахалине. Не страдает от загазованности и запылённости воздуха. В Западную Европу интродуцирован Робертом Фортьюном в 1855 г. В Ботаническом саду Петра Великого плодоносит, даёт самосев.
В культуре описана кустарниковая форма: Taxus cuspidata var. nana Rehder.